# Id Tech 4
id Tech 4, conosciuto anche come Doom 3 engine, è un motore grafico sviluppato da id Software, e usato per la prima volta nello sparatutto in prima persona Doom 3.

## Caratteristiche
Inizialmente il motore doveva essere un semplice miglioramento del precedente id Tech 3, ma con il passaggio da linguaggio C a C++ la maggior parte del codice è stata riscritta da zero.
Il motore presenta molte caratteristiche inedite rispetto ai suoi predecessori, cioè effetti come bump mapping, normal mapping, e specular highlighting; inoltre il sistema di luci e ombre dinamiche è particolarmente curato e realistico. Tuttavia, lo scotto da pagare per queste nuove tecnologie erano (nel periodo dell'uscita di Doom 3) gli alti requisiti hardware necessari per ottenere buone performance, rendendo così il gioco inutilizzabile per la maggior parte degli utenti. Per diverso tempo Doom 3 è stato utilizzato come programma di benchmark in diversi siti e riviste specializzate nelle recensioni di schede video o personal computer preassemblati.

### MegaTexture
La versione del motore utilizzata in Enemy Territory: Quake Wars include una nuova tecnologia chiamata MegaTexture, che rimedia alla scarsa abilità del motore di gestire zone estese all'aria aperta. Questa tecnologia è basata sull'utilizzo di una texture di grandi dimensioni (ad esempio 32,768×32,768 pixel o più) che ricopre l'intera mappa e fornendo così un terreno molto dettagliato.
Tecnica introdotta da John Carmack e mantenuta fino all'Id Tech 6, il difetto di tale soluzione è la non sempre corretta gestione del pop-in delle texture e problemi di compressione.

## Codice sorgente
Come i precedenti motori grafici, anche id Tech 4 è stato rilasciato dopo alcuni anni sotto licenza open source.

## Giochi che utilizzano id Tech 4
- Doom 3 – id Software
  - Doom 3: Resurrection of Evil – Nerve Software
- Quake 4 – Raven Software
- Prey – Human Head Studios
- Enemy Territory: Quake Wars – Splash Damage
- Wolfenstein – Raven Software
- Brink – Splash Damage
- Doom 3 BFG – id Software
- Prey 2 (cancellato) – Human Head Studios[3]